# Königlich Bayerisches 2. Jägerbataillon (ex 3. JgBtl)
Das 2. Jäger-Bataillon war ein Infanterie-Verband der Bayerischen Armee.

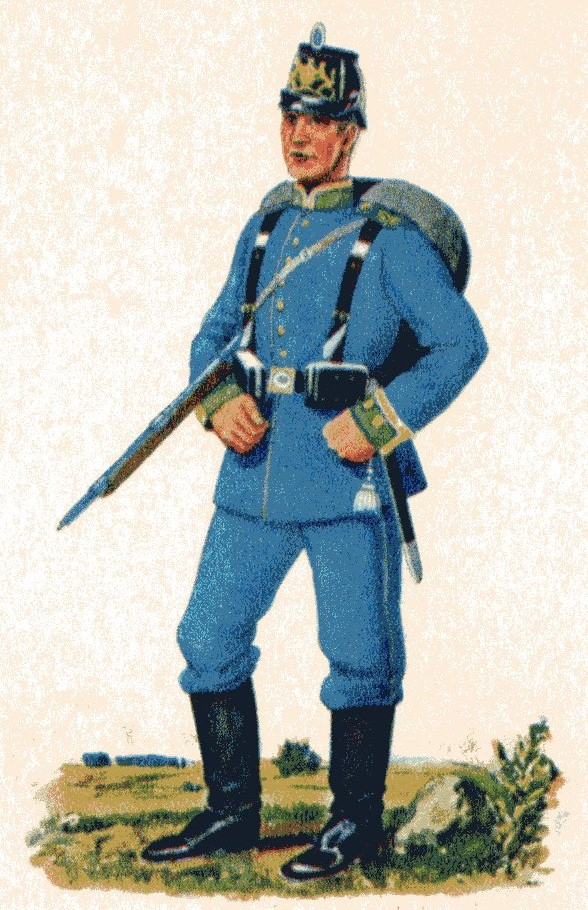
Oberjäger, feldmarschmäßig, um 1910

## Geschichte
Der Jägerverband ging durch Umbenennung am 1. Oktober 1890 aus dem 3. Jäger-Bataillon in Eichstätt hervor. Das Bataillon bezog am 3. April 1891 Aschaffenburg als neue Garnison.

### Erster Weltkrieg
Nachdem beim Bataillon am 1. August 1914 um 18.30 Uhr der Mobilmachungsbefehl eingegangen war, standen die Jäger nach drei Tagen in voller Kriegsstärke zum Abtransport bereit. Über Kranichstein und Kaiserslautern erreichte der Verband Bensdorf und nahm nach der Ausladung in Conthil Quartier. Bei der Kavallerie-Division war das Bataillon zunächst zu Deckungsaufgaben eingesetzt. Ab 9. August 1914 unterstand es der preußischen 7. Kavallerie-Division und erlebt im Gefecht bei Lagarde seinen ersten Einsatz. Im Verband mit der 6. Armee nahmen die Jäger dann an der Schlacht in Lothringen sowie der Schlacht vor Nancy-Épinal teil. Ab 19. September 1914 marschierte das Bataillon durch Belgien und Nordfrankreich und kämpfte bis 26. Oktober 1914 an der Somme. Daran schloss sich der Marsch nach Flandern und die Kämpfe bei Ypern an. Nach den dortigen Stellungskämpfen wurde die Jäger aus der Front gezogen und als Reserve der 6. Armee in den Raum Lille verlegt. Vom 28. Dezember 1914 bis 5. Februar 1915 lag das Bataillon in Stellungskämpfen bei Warneton, kam anschließend zur Auffrischung wieder nach Lille und beteiligte sich im März 1915 an den Kämpfen an der Lorettohöhe. Nach kurzer Erholung in Lille kamen die Jäger vom 7. April bis 22. Mai 1915 ein weiteres Mal bei Warneton zum Einsatz.
Als Italien Österreich den Krieg erklärte und dieses sich an das Deutsche Reich um Unterstützung wandte, wurde das Deutsche Alpenkorps aufgestellt. Diesem unterstand unter der Kommandantur des Generalmajors Ludwig von Tutschek die 1. Jäger-Brigade u. a. das neugebildete Jäger-Regiment Nr. 1. Diese setzte sich aus dem bisher selbständigen 1. und 2. Jäger-Bataillon sowie dem Reserve-Jäger-Bataillon 2 zusammen.
Dem Bataillon oblag die Verteidigung der Stellung am Col di Lana. Dies war der die ganze Gegend weithin beherrschende Punkt, da man von ihm nicht nur weit nach Italien, sondern auch nach Tirol hineinblicken konnte.
Die Verluste während des Krieges an Gefallenen, Verwundeten, Vermissten und/oder in Kriegsgefangenschaft geratenen beliefen sich auf 99 Offiziere, 598 Unteroffizier sowie 3940 Mannschaften.

### Verbleib

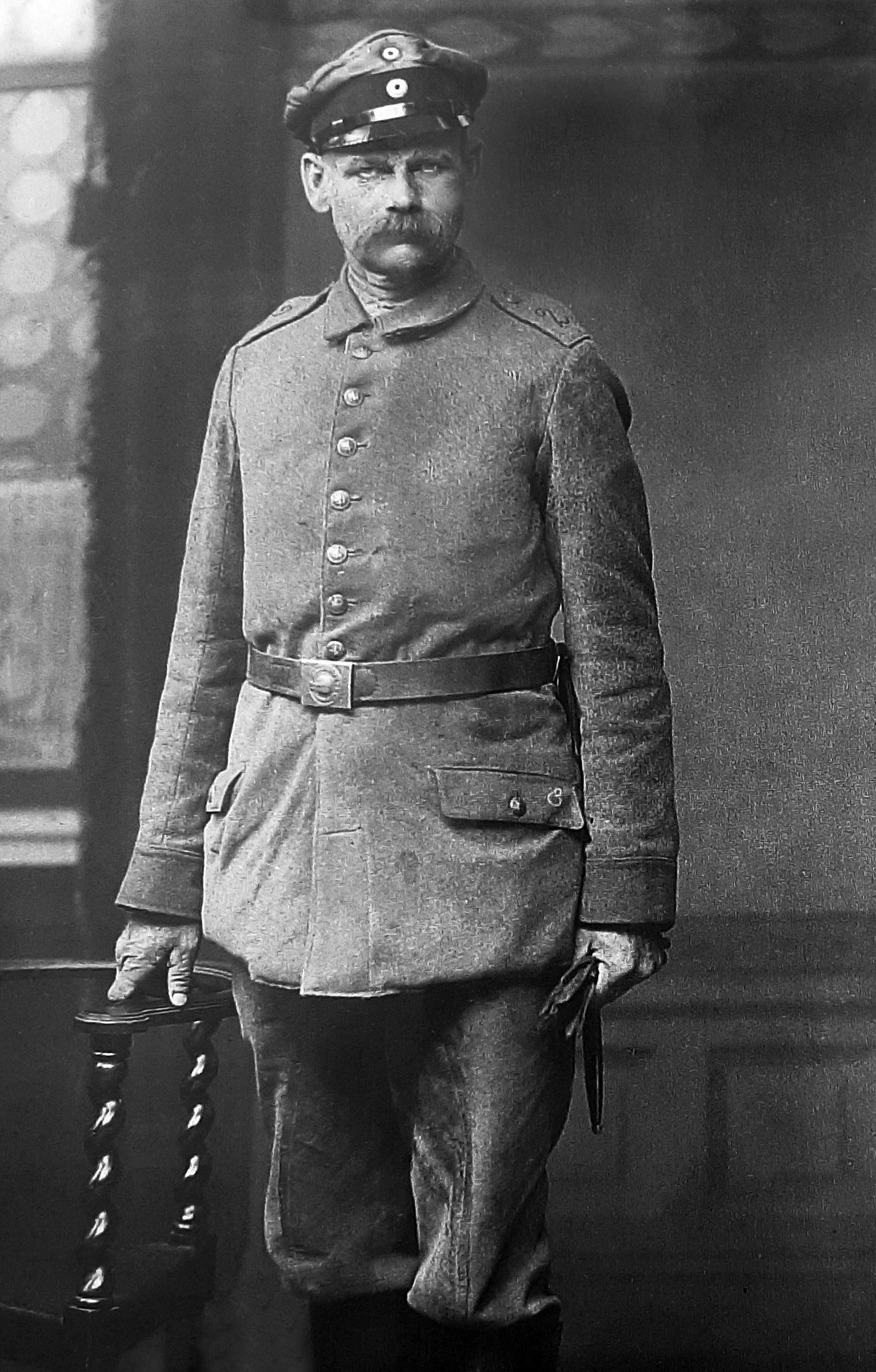
Jäger im vereinfachten bayerischen Feldrock M14 für Mannschaften mit Schirmmütze (Aufnahme 1916)

Bereits vor dem Waffenstillstand von Compiègne hatte das Bataillon ab 1. November 1918 über Ungarn den Rückmarsch in die Heimat angetreten. Der Abtransport verzögerte sich jedoch durch das Kriegsende, sodass die Reste des Verbandes erst ab 24. November in die Heimatgarnison gefahren wurden. Dort erfolgte die Demobilisierung und schließliche Auflösung.
Die Tradition übernahm in der Reichswehr durch Erlass des Chefs der Heeresleitung General der Infanterie Hans von Seeckt vom 24. August 1921 die 6. Kompanie des 20. (Bayerisches) Infanterie-Regiments in Ingolstadt.
| Dienstgrad     | Name                 | Datum                                  |
| -------------- | -------------------- | -------------------------------------- |
|                | Wilhelm von Hertling | 01. Oktober 1890 bis 12. Januar 1894   |
|                | Heinrich von Henigst | 12. Januar 1894 bis 15. Januar 1895    |
|                | Thomas Banfield      | 15. Januar 1895 bis 17. März 1897      |
|                | Friedrich Grüber     | 17. März 1897 bis 21. Oktober 1900     |
|                | Albert Brendel       | 21. Oktober 1900 bis 28. März 1903     |
|                | Albert Schuchardt    | 01. bis 22. April 1904                 |
|                | Marquard Slevogt     | 22. April 1904 bis 23. Oktober 1907    |
|                | Ferdinand Hannappel  | 23. Oktober 1907 bis 1. Oktober 1913   |
| Oberstleutnant | Ernst Lettenmayer    | 01. Oktober 1913 bis 28. November 1914 |
| Major          | Hugo Bauernschmidt   | 29. November 1914 bis 7. Juli 1918     |
| Hauptmann      | Alfred Wanka         | 02. Juli 1918 bis Kriegsende           |